# Андронов, Юрий Владимирович
Ю́рий Влади́мирович Андро́нов (род. 6 ноября 1971, Куйбышев) — российский легкоатлет, специалист по спортивной ходьбе. Выступал за сборную России по лёгкой атлетике в 2000-х годах, обладатель бронзовой медали чемпионата Европы, победитель Кубков мира и Европы в командном зачёте, многократный победитель и призёр первенств всероссийского значения, участник летних Олимпийских игр в Афинах. Представлял Самарскую и Челябинскую области. Мастер спорта России международного класса.

## Биография
Юрий Андронов родился 6 ноября 1971 года в Куйбышеве.
Начал заниматься лёгкой атлетикой у тренера В. П. Агафонова, впоследствии проходил подготовку под руководством Леонида и Ольги Одер, Б. Г. Тарасова. Окончил Куйбышевский приборостроительный техникум.
Впервые заявил о себе на взрослом всероссийском уровне в сезоне 2001 года, когда стал серебряным призёром в дисциплине 35 км на зимнем чемпионате России по спортивной ходьбе в Адлере. Попав в состав российской национальной сборной, выступил на Кубке Европы в Дудинце, где занял 12-е место в личном зачёте 50 км и вместе со своими соотечественниками выиграл командный зачёт.
В 2002 году на 50-километровой дистанции получил серебро на чемпионате России в Чебоксарах, тогда как на чемпионате Европы в Мюнхене был дисквалифицирован.
На Кубке мира 2004 года в Наумбурге взял бронзу в личном зачёте 50 км и выиграл командный зачёт. Благодаря череде удачных выступлений удостоился права защищать честь страны на летних Олимпийских играх в Афинах — в программе ходьбы на 50 км показал результат 3:50:28, расположившись в итоговом протоколе соревнований на девятой строке.
В 2005 году в дисциплине 50 км выиграл бронзовую медаль на зимнем чемпионате России в Адлере. На Кубке Европы в Мишкольце завоевал бронзовую и золотую награды в личном и командном зачётах соответственно.
В 2006 году стал бронзовым призёром в ходьбе на 35 км на зимнем чемпионате России в Адлере, а также в ходьбе на 50 км на Кубке мира в Ла-Корунье и на чемпионате Европы в Гётеборге.
На Кубке Европы 2007 года в Ройал-Лемингтон-Спа финишировал пятым, при этом российские ходоки вновь выиграли командный зачёт.
На Кубке Европы 2009 года в Меце взял бронзу в личном зачёте 50 км и выиграл командный зачёт. На чемпионате мира в Берлине сошёл с дистанции.
В 2010 году — бронзовый призёр зимнего чемпионата России в Сочи и победитель летнего чемпионата России в Чебоксарах. На Кубке мира в Чиуауа занял 12-е место, на чемпионате Европы в Барселоне закрыл десятку сильнейших.
На чемпионате России 2011 года в Саранске пришёл к финишу вторым, но после дисквалификации Сергея Бакулина поднялся в итоговом протоколе на первую позицию.
В 2012 году на чемпионате России в Москве уже в возрасте 40 лет превзошёл всех соперников на дистанции 50 км и установил свой личный рекорд — 3:40.46.
На чемпионате России 2013 года в Чебоксарах вновь был лучшим в ходьбе на 50 км.
В 2014 году на Кубке мира в Тайцане финишировал четвёртым в своей дисциплине и тем самым помог соотечественникам выиграть командный зачёт, однако провалил здесь допинг-тест — в его пробе обнаружили следы запрещённого препарата триметазидина. Показанный Андроновым результат аннулировали, и сборная России лишилась первого места в командном зачёте. Спортсмена дисквалифицировали сроком на два года, и в связи с этим он завершил спортивную карьеру.
За выдающиеся спортивные достижения удостоен почётного звания «Мастер спорта России международного класса».